# Streitkräfte der Volksrepublik China
Die Streitkräfte der Volksrepublik China unterstehen der Zentralen Militärkommission. Sie bestehen aus aktiven Truppen und Reservetruppen und sind folgendermaßen zusammengesetzt:
- Volksbefreiungsarmee, die reguläre Streitkraft der Volksrepublik China
- Bewaffnete Volkspolizei, die Gendarmerietruppe der Volksrepublik China
- Volksmiliz

Das zuständige Ministerium ist das Verteidigungsministerium der Volksrepublik China, welches dem Staatsrat der Volksrepublik China untersteht und für den Aufbau und Verwaltung der Landesverteidigung zuständig ist.